# Ettore Bellini
Ettore Bellini, detto Etonie (Foligno, 13 aprile 1876 – Ray-sur-Saône, 1943), è stato un ingegnere e inventore italiano.

## Biografia
Compiuti gli studi di ingegneria presso l'Università di Napoli, nel 1901 venne assunto come ingegnere elettrotecnico dalla Regia Marina Italiana e nel 1906 divenne capo del "Laboratorio elettrico navale" a Venezia dove fu responsabile delle ricerche sulle applicazioni delle onde radioelettriche a navi da guerra e sottomarini. 
Diventò poi allievo e assistente di Guglielmo Marconi e successivamente suo collaboratore nelle prime applicazioni pratiche della radiotelegrafia; per questo seguì il grande scienziato in Francia e Inghilterra.
Nel 1906 venne inviato in Francia al fianco di Alessandro Tosi per effettuare ricerche sulla direzionalità delle onde hertziane. Il progetto venne patrocinato da Giovanni Agnelli e dalla FIAT
Durante questi viaggi conobbe e sposò una francese e dopo il matrimonio si stabilì in Francia: è qui che venne chiamato "Etonie" e tuttora è noto come "Etonie Bellini". Perfezionando le disposizioni di Alessandro Artom, inventò il radiogoniometro assieme al capitano Alessandro Tosi della Regia Marina, rivoluzionario strumento per la radionavigazione costituito da una catena di antenne e stazioni distribuite sul tutto il territorio che emettono continuamente segnali elettromagnetici tradotti dagli strumenti di bordo di aerei e navi per dare una posizione ed una direzione rispetto alla stazione; nel 1910 il sistema Bellini-Tosi fu installato all'ufficio postale francese di Boulogne-sur-Mer oppure, per altre fonti, nel 1906 in quello di Dieppe.
Il sistema Tosi-Bellini si basava sulle MF (medie frequenze) e subiva le interferenze atmosferiche; probabilmente per questa ragione fu soppiantato dal più efficiente sistema Adcock HD DF nel 1939.
Pur oramai "francesizzato", nel 1918, a testimonianza del proprio "orgoglio" italiano e del proprio costante attaccamento alla città natale, chiese ed ottenne che i figli fossero cittadini italiani e iscritti nei registri anagrafici del Comune di Foligno.